# Dichorragia peisandrus
Dichorragia peisandrus är en fjärilsart som beskrevs av Hans Fruhstorfer 1913. Dichorragia peisandrus ingår i släktet Dichorragia och familjen praktfjärilar. Inga underarter finns listade i Catalogue of Life.